# トリック (推理小説)
トリック は、主に推理小説において犯罪行為を隠蔽するための、詭計・たくらみである。和製英語であり、英語の「trick」に「推理小説のトリック」という意味はない。英語圏でS・S・ヴァン・ダインが「推理小説論」において、「推理作家がやってはいけない読者への詐欺行為」という意味で「trick（イカサマ、ペテン）」という単語を使用しておりこれが日本人に誤解を与えた可能性があるが、日本においてはその前年に馬場孤蝶が「ツリック」という言葉を用いている。ここでは、推理小説などのミステリー作品で描かれるトリックについて述べる。

## 推理小説におけるトリック
推理小説において、トリックはことさら重要な意味を持つ要素である。それらの小説や映像作品などにおいて、それぞれの作品につき大概1つ以上のトリックが用いられている。
ここで言うトリックとは、主に作中の登場人物によって行なわれたもの（犯人が探偵に仕掛けること）を指すが、広い意味では著者や製作者がプロットや表現手法などにおいて読者や視聴者を騙すために用いたもの（著者が読者に仕掛ける）もトリックに含まれる。これらはしばしば、フェア・アンフェア論争の引き金になることもある。このように外部条件を利用する物はメタミステリとの関係付けが行なわれる。

## 代表的なトリックジャンル

### 物理トリック
機械的な仕組みを用いたトリック。最も基本的なトリックであり、これらを用いたり組み合わせることで、後述の密室トリックやアリバイトリックが作られたりする。
具体例
- 氷の弾丸を用いた射殺
- 針と糸で構成された密室
- 時限殺人装置を使ったアリバイ作り
- 遠隔殺人装置を使ったアリバイ作り

### 心理トリック
心理の盲点をついたトリック。その場にいない人物の名前を呼ぶ演技をするなどして、その場にいた別の人に名前を呼ばれた人物がいたと思い込ませることや、鉄道の乗務員や新聞・郵便配達員などのような、普通は意識に上りにくい人物による犯行、また、単独犯と思い込ませて複数犯、あるいはその逆など。物理トリックの対概念と言え、これもまた他のトリックを達成するための基本トリックとして用いられることが多い。
後述の叙述トリックも、著者が読者に仕掛けるという観点で心理トリックと言える。

### 密室トリック
死体が発見されるが、その場所への犯人の出入りが不可能に見えるというトリック。出入りができないことから密室と言う。必ずしも物理的密室であるとは限らず、逃走経路が常に監視下にあった場合や、障子や畳などで構成された部屋でそれらを損壊した跡がない場合など、一見すると脱出が不可能であるというものも含まれる。詳しくは密室殺人を参照。
推理小説でポピュラーなジャンルであり、世界最初の推理小説と言われるエドガー・アラン・ポーの『モルグ街の殺人』も密室トリックを扱った作品である。しかし、20世紀前半の推理小説の黎明期において現実ではまず実現不可能な奇抜な物も含め、ほぼ出し尽くされてしまった感が否めず、後年はそれらを組み合わせたものが多い。また近年では、トリックそのものより「なぜわざわざ密室を構成したのか」という動機が問われることが多い。
詳細な分類は『三つの棺#密室講義』が詳しい。

### アリバイトリック
存在しないアリバイを存在するかのように誤認させるトリック。時間的にあるいは場所的に犯行を行なうのが不可能であったということを偽装する。現実の犯罪でも、第三者に自身のアリバイを頼むことで偽装するということはしばしばあり、裁判でも争点となることがある。
基本的にアリバイとは事件そのものに関わる要素なので、多くの推理小説（ひいてはトリック）は必然的にアリバイが関わってくる。ここで特にアリバイトリックと呼ばれるものは、「犯人に犯行が不可能であったという証明」が重要視されるものを指し、（犯人が）犯人として仮定された場合に初めて効力を発揮するようなものを言う。つまり、「別人に罪を着せる」と言う犯人以外の他者に直接関わるような場合は当然、密室トリックのように「（始めから）誰にも犯行が不可能と思われる」と言うような場合なども、アリバイトリックとは呼ばれない。
トラベルミステリーで頻繁に用いられる「時刻表トリック」は、アリバイトリックの典型例と言える。
詳細な分類は「アリバイ#有栖川有栖のアリバイ講義」を参照。

### 一人二役トリック
犯人が別の人物を演じたり役割を担う一人二役で嫌疑を免れるトリック。犯人が装うのは被害者や第三者、あるいは故人や架空の人物など様々。広義には共犯者によるトリック（二人一役、共犯者が被害者に化けるなど）も含まれる。これらは古くは双子トリックが有名であるが、マジックやトリックの基礎ということもあり、簡単に見破られることなどからあまり多用されない。一部では、『十角館の殺人』のような、叙述トリックとして利用されている。
具体的な分類は『類別トリック集成#第一：犯人（または被害者）の人間に関するトリック』が詳しい。また、『類別トリック集成』では最も頻度の高いトリックジャンルとされている。また横溝正史は「密室」「顔の無い死体」と並んで「一人二役」を推理小説の三大トリックとしている。

### 死体損壊トリック（顔のない死体）
死体に何らかの加工を施すことで事実誤認を招かせるトリック。被害者の死体を損壊させることで、死因や身元を隠蔽する、あるいは死体運搬手段の簡素化などいわゆるバラバラ殺人を含む。また、フィクションとしては、被害者を別人だと誤認させる、特に犯人が自分自身を被害者であると見せかけるために別の人間を殺害する、などの例がよくある。具体的な方法としては、死体の顔を潰す、首を切断して隠す、焼死体にするなどで、顔からの身元判明を阻もうとする例が多く、この場合に特に「顔の無い死体」と呼ばれる。
しかし、指紋鑑定やDNA鑑定といった新しい捜査手法の発達によって死体損壊トリックその物に強い制限がかかり、もっぱらそのような捜査手法が排除できるクローズド・サークルで用いられることが多い。また近年では後述の横溝正史の指摘のように「顔のない死体」の時点で怪しまれるので、例えば死体を損壊させた意図を隠すために見立て殺人にする、といったように、死体損壊トリックそのものを別のトリックによって覆い隠す例が多い。
「顔の無い死体」の例は古くからあり、江戸川乱歩は紀元前からあると指摘している。具体的にはヘロドトスが『歴史』（紀元前5世紀頃）に記述した「ランプシニトス」 (紀元前12世紀の古代エジプトのファラオであったラムセス3世に比定) の話と、これに影響を受けたと見られるパウサニアスの記録（紀元前2世紀頃）を挙げている。また横溝正史は自作内で「『顔のない死体』は『密室』『一人二役』と共に推理小説（原文では「探偵小説」）の三大トリック」としているが、同時に現在（1947年）では使い古されたトリックとして顔がない死体が見つかった時点で「最初に死体と考えられた人物が犯人だろう」と推測できてしまうとも指摘している。

### 叙述トリック
小説という形式自体が持つ暗黙の前提や、偏見を利用したトリック。典型的な例としては、前提条件として記述される文章は、地の文や形式において無批判に鵜呑みにしてもいいという認識を逆手にとったものが多い。登場人物の話し方や名前で性別や年齢を誤認させる、作中作（劇中劇）を交える、無断で章ごと（時には段落ごと）の時系列を変えることで誤認させるなどがある。
映像作品においても、上記のように無断で時系列を交える、劇中劇を交える、その作品の形式を逆に利用する（倒叙物と見せかけて真犯人が別にいる、など）などがしばしば用いられる。
推理小説の歴史では、アガサ・クリスティの『アクロイド殺し』を巡って大きなフェア・アンフェア論争が起こったのが有名である。広義の意味でこの作品が叙述トリックの元祖というわけではなく、『アクロイド殺し』と類似するトリックの先行例については江戸川乱歩の「チェーホフ「猟場の悲劇」について」が詳しい。が、この騒動によって叙述トリックが推理小説の1ジャンルとして認知されるようになった。
基本的に、著者が読者に仕掛けるトリックを指すものではあるが、作中に登場した捜査資料・手記といった文章を直接的に明示すること（他の探偵の捜査記録等を原文のまま全部引用するというような様式）によって、作中の探偵と読者が同一の手がかりを得るという、本格推理小説の要請と叙述トリックの面白みを問題なく両立させたものもある。
英語には叙述トリックに対する直接の訳語はなく、「信頼できない語り手」という単語が同義語として使われる。詳しくは信頼できない語り手も参照。

## トリックの分類法
トリックの分類法としては、日本では江戸川乱歩の評論文『類別トリック集成』が有名である。また、密室トリックの分類法ではジョン・ディクスン・カーの長編小説『三つの棺』での「密室講義」が有名であり、先の『類別トリック集成』もこれの影響を受けて書かれた。
もっとも、これらの成立年代は古く、当時と見ても必ずしも完璧な分類法ではなかったという点に留意が必要である。これらを改良した分類法もあるが（天城一や二階堂黎人の密室トリック分類など）、基本的に個人研究による分類に留まるため、広く知られるものは非常に少ない。

## トリックにまつわる暗黙の了解
ミステリにおけるトリックには、作者と読者の間に暗黙の了解がある。これを破った作品は、読者からの反発を受けることになる。これを成文化したものでは「ノックスの十戒」「ヴァン・ダインの二十則」などが有名。一方で、あまり一般的でない科学技術がトリックに利用される『探偵ガリレオ』のように、意図的に暗黙の了解を破った作品も多数存在する。
- トリックの真相を見破れるだけの情報が、作中に盛り込まれていること。
- 現実的に不可能であるなど、トリックに破綻がないこと。
- 秘密の抜け穴などで、トリックを成立させない。
- 世間においてあまり一般的ではない科学技術を駆使したトリックは使用しない。

## トリックという名称について
日本では江戸川乱歩が昭和28年に発表した評論『類別トリック集成』によって、「トリック」という表現が広く浸透し、現在でも用いられている。しかし翻訳家の小鷹信光によると、英語で書かれた推理小説評論などで「trick」という単語を日本語の「トリック」という意味で使用した例はいっさい確認できず、日本独自の和製英語であると判断している。
小鷹が確認した限りでは、「○○が犯人」というような「トリック」は英語では主に「プロット（plot）」、「密室トリック」のようなメカニカルな仕掛けは「ギミック（gimmick）」が用いられることが多く、評論家のジュリアン・シモンズは日本語のトリックと同様の意味において「騙し」を意味する「ディセプション（deception）」を用いているという。「アリバイトリック」のような場合は「plot」及び「陰謀」を意味する「コンスピラシー（conspiracy）」がふさわしいという。さらに日本語のトリックと同様の意味で用いられる英語表現として「トラップ（trap）」「プラン（plan）」「メソッド（method）」「プロイ（ploy）」「スキーム（scheme）」を挙げており、とくにメカニカルな仕掛け以外のトリックとしては「scheme」が用いられることが多いという。
日本で「トリック」という表現が用いられたきっかけは不明であるが、確認できる最も古い使用例としては1926年に馬場孤蝶が発表した評論『探偵小説のツリックに就て』において、「ツリック」というかたちで用いられている。
英語圏の推理小説評論において「trick」という単語が使用された例として、S・S・ヴァン・ダインが1927年に発表した「推理小説論」が確認されている。ヴァン・ダインはこの論文において、「探偵が犯人」「語り手が犯人」といった手法を「trick」と表現しているが、これは日本語の「トリック」とは異なり「推理作家がやってはいけない読者への詐欺行為」との意味合いにおける「trick（本来の英語表現はイカサマ、ペテンの意味）」として用いられている。この論文から日本では「トリック」が意外な犯人などの技巧と誤読された可能性はあるが、前述のように馬場孤蝶はそれに先立つ1926年には「ツリック」という単語を用いている。
また、1928年にヴァン・ダインが「ヴァン・ダインの二十則」を発表。その中で「trick」または「trickery」という言葉は3回使用されている。
- 第2項「No willful tricks or deceptions may be played on the reader other than those played legitimately by the criminal on the detective himself.」

（作中で犯人が探偵を欺くために用いた以外のごまかし（tricks）や騙し（deceptions）を読者に対して弄してはならない。）
- 第4項「The detective himself, or one of the official investigators, should never turn out to be the culprit. This is bald trickery, on a par with offering some one a bright penny for a five-dollar gold piece. It's false pretenses.」

（探偵自身、あるいは捜査員の一人を犯人にしてはならない。これは完全に詐欺的（trickery）であり、あたかも他人に5ドルの金貨と称して1セント硬貨を与えるような行為である。卑劣な欺瞞といえよう。）
- 第18項「A crime in a detective story must never turn out to be an accident or a suicide. To end an odyssey of sleuthing with such an anti-climax is to play an unpardonable trick on the reader. （後略）」

（推理小説における犯罪の真相を事故死や自殺で片付けてはいけない。事件捜査の長い道のりをそのような肩すかしで終わらせることは、読者に対して許しがたい詐欺（trick）を犯すことだ。（後略）」
何れの場合も日本語の「トリック」とは異なる意味で用いられているが、この文章が日本語に翻訳された際に、特に「第2項の「作中で犯人が探偵を欺くために用いた以外のごまかし」が「トリック」と解釈され、「トリック＝犯罪の仕掛け」と」解釈された可能性が高い。江戸川乱歩の著書『幻影城』においてもこの文章が要約された部分では、第2項は「作中犯人が行うトリック以外に作者が読者にトリックを使ってはならぬ」と訳されており、原文を離れて「トリック」という言葉を二度も使用している。